# São Pedro Futebol Clube
O São Pedro Futebol Clube é um clube brasileiro de futebol extinto, da cidade de Salvador, no Estado da Bahia. Ele foi campeão da Segunda Divisão do Campeonato Baiano em 1935.

## História
O São Pedro foi um clube fundado em Salvador no estado da Bahia. Não se sabe qual é a data de sua fundação e sua única participação registrada foi no Campeonato Baiano Série B de 1935 em que ele foi campeão.

## Títulos
| ESTADUAIS | ESTADUAIS                   | ESTADUAIS | ESTADUAIS  |
|           | Competição                  | Títulos   | Temporadas |
|           | Campeonato Baiano - Série B | 1         | 1935       |
| --------- | --------------------------- | --------- | ---------- |